# Alphomelon simpsonorum
Alphomelon simpsonorum (лат.) — вид мелких наездников-браконид рода Alphomelon из подсемейства Microgastrinae (Braconidae, Ichneumonoidea). Назван в честь мультсериала про Семью Симпсонов, просмотр которого создавал позитивный настрой у автора открытия.

## Распространение
Неотропика (Бразилия, Коста-Рика, Парагвай).

## Описание
Паразитические наездники крупных для микрогастерин размеров. Основная окраска желтовато-оранжево-коричневая и чёрная. От близких таксонов отличается следующими признаками: белое пятно на щеке не доходит до наличника, который полностью коричневый; лицо полностью темно-коричневое; ножны яйцеклада сравнительно длинные, 1,20× длины первого сегмента метатарзуса и > 0,50× длины метатибии; тергит T1 с петиолярным гребнем отмеченным слабыми килями. Паразитируют на гусеницах бабочек-толстоголовок (Hesperiidae). Яйцеклад примерно равен по длине задней голени; проподеум морщинистый; первый тергит брюшка немного длиннее своей ширины; второй тергит много шире первого и короче третьего тергита. Жгутик усика 16-члениковый. Нижнечелюстные щупики 5-члениковые, нижнегубные щупики состоят из 3 сегментов. Дыхальца первого брюшного тергита находятся на латеротергитах.